# Cochi & Renato (album)
Cochi & Renato è la quinta raccolta del duo italiano Cochi e Renato, pubblicata nel 2008.

## Descrizione
La raccolta è stata pubblicata dalla Rhino Records nella linea I Grandi Successi. È composta di due CD che raccolgono 24 brani in totale, pubblicati in un'unica edizione con numero di catalogo 5051442-9233-5-3.

## Tracce
Disco 1
1. E, la vita la vita
2. E gira il mondo
3. A me mi piace il mare
4. Il reduce
5. Come porti i capelli bella bionda
6. Lo sputtanamento
7. Sturmtruppen
8. L'inquilino
9. A Lourdes
10. La fortuna ha le mutande rosa
11. La ventosa
12. Libe-libe-là

Disco 2
1. La gallina
2. El porompompero
3. Così è la vita
4. Siamo ancora in tempo
5. Il bonzo
6. Silvano
7. La moto
8. Supermarket
9. O' mangià el pes
10. La solita predica
11. Il Pino
12. Canzone intelligente

## Crediti
- Cochi Ponzoni - voce, chitarra
- Renato Pozzetto - voce, chitarra
- Enzo Jannacci - voce, arrangiamenti, direzione artistica

## Edizioni
- 2008 - Cochi & Renato (Rhino Records, 5051442-9233-5-3, 2xCD)